# LG 뷰티 스마트
LG 뷰티 스마트(LG Viewty Smart, LG GC900)는 LG전자가 2009년에 출시한 휴대 전화기이다.

## 같이 보기
- LG 뷰티